# Svébohov
Svébohov (in tedesco Schwillbogen) è un comune della Repubblica Ceca facente parte del distretto di Šumperk, nella regione di Olomouc.

## Storia
La prima notizia conservata del villaggio risale al 1358, quando Svébohov apparteneva al feudo di Zábřež. 
Dopo la Guerra dei Trent'anni secondo il catasto vi erano 24 proprietari di case. Nella prima metà del XIX secolo nelle vicinanze si estraeva il minerale di ferro che veniva importato alla ferriera di Sobotín. Nel 1834 a Svébohov vivevano 792 abitanti.

Oltre all'agricoltura, gli abitanti di Svébohova si sostentavano anche con diversi lavori domestici, dapprima la filatura, poi anche la produzione di bottoni filettati, zoccoli e altri articoli in legno. I contadini fondarono qui nel 1903 anche un piccolo caseificio, scomparso dopo la seconda guerra mondiale.
- Wikimedia Commons contiene immagini o altri file su Svébohov